# Eva Klein
Eva Klein (nata Eva Fischer; Budapest, 22 gennaio 1925 – Stoccolma, 19 gennaio 2025) è stata una biologa e immunologa ungherese naturalizzata svedese, meglio conosciuta per aver guidato la scoperta dei linfociti NK e lo sviluppo delle linee cellulari del linfoma di Burkitt negli anni '60.
Nata in Ungheria nel 1925, la Klein ha lavorato all'Istituto Karolinska dopo aver lasciato l'Ungheria nel 1947. Le sue scelte di vita e di carriera come giovane donna ebrea furono limitate dalla discriminazione, e sopravvisse alle ultime fasi dell'occupazione tedesca in clandestinità. Medico con un dottorato in biologia, ha lavorato nel campo dell'immunologia del cancro e della virologia. Ha perseguito le proprie linee di lavoro e ha lavorato a stretto contatto con suo marito George Klein. Entrambi sono considerati i fondatori dell'immunologia del cancro.

## Biografia

### Origini e formazione
Eva Fischer è nata il 22 gennaio 1925 a Budapest da una famiglia ebrea benestante. Frequentò la scuola privata, con un interesse per lo sport, il teatro e la scienza (ispirandosi alla vita e all'opera di Marie Curie). Le sue scelte di carriera furono limitate dalla situazione politica, con il peggioramento dell'antisemitismo e della persecuzione quando l'Ungheria fu occupata dalla Germania dopo aver finito la scuola secondaria.
La Fischer studiò medicina all'Università di Budapest e tra il 1944 e il 1945 lei e molti membri della sua famiglia sopravvissero nascondendosi presso l'Istituto di istologia dell'Università di Budapest. Furono aiutati da János Szirmai, il quale fornì loro anche i documenti falsi. Szirmai è stato poi onorato come uno dei Giusti tra le Nazioni di Yad Vashem. La Fischer interruppe brevemente i suoi studi per recitare a teatro.
Eva sposò George Klein, all'epoca anch'egli studente di medicina, lasciando l'Ungheria per vivere in Svezia nel 1947. Completò i suoi studi di medicina presso l'Istituto Karolinska a Stoccolma nel 1955.

### Carriera
La Klein divenne assistente professore presso l'Istituto Karolinska nel 1948 e ottenne la carica di docente nel 1979. Fondò le proprie aree di ricerca dal 1948 incoraggiate da Torbjörn Caspersson del Dipartimento di Ricerca sulle Cellule e Genetica del Karolinska, collaborando strettamente con il marito per tutta la sua carriera..
Eva Klein ha pubblicato più di 500 lavori e ha lavorato come editrice del giornale Seminars in Cancer Biology.
Dopo il pensionamento, la Klein continua a sostenere gli studenti e persegue i suoi interessi di ricerca come professore emerito con il proprio gruppo di ricerca. Un altro dei suoi interessi è tradurre la poesia ungherese in svedese. Ha rilasciato un'intervista alla radio svedese nel novembre 2015, dicendo che continuare a lavorare la mantiene giovane a 90 anni.
Fu premiata con lauree ad honorem dall'Università del Nebraska nel 1993 e dall'Università statale dell'Ohio nel 2003.
I Klein intrapresero un lavoro pioneristico ad ampio raggio, congiuntamente e separatamente, nell'immunologia del cancro e nel modo in cui il comportamento maligno delle cellule cancerogene possa essere soppresso dai geni nelle cellule normali.

### Morte
Eva Klein è morta in Svezia nel 2025, tre giorni prima di poter compiere 100 anni.

## Vita privata
Sia Eva Klein che suo marito George Klein lavorarono mentre studiavano per la loro laurea in medicina a Stoccolma. Ebbero tre figli: il primogenito che è un matematico, seguito da due figlie, una delle quali è un medico e l'altra una drammaturga. Discusse la sua tesi di dottorato quando era incinta di otto mesi della sua seconda figlia. Anche con l'aiuto familiare, gestire la sua carriera scientifica e crescere tre figli è stata una lotta. Ha anche detto che suo marito non supportava il lavoro domestico e l'educazione dei figli.

## Maggiori traguardi e onorificenze
Negli anni '60 Eva Klein sviluppò linee cellulari dal linfoma di Burkitt che continuano ad essere utilizzate.
Negli anni '70 i gruppi di ricerca della Klein stavano studiando se ci fosse un'interazione tra i linfociti e la risposta antitumorale. La Klein si occupò di un'area che considerava critica, mentre altri no. Supervisionò congiuntamente tre studenti (Rolf Kiessling, Hugh Pross e Mikael Jondal) con un altro professore (Hans Wigzell), portando alla scoperta di un tipo unico di linfocita (globulo bianco) responsabile della spontanea citotossicità, ovvero l'abilità di uccidere cellule tumorali o cellule infette con i virus. La Klein diede loro il nome di "cellule killer naturali".
La Klein ha avuto un interesse di lunga data in virologia e immunologia, studiando il ruolo del virus di Epstein-Barr nel linfoma di Burkitt.
La Klein è diventata membro dell'Accademia reale svedese delle scienze nel 1987 e dell'Accademia ungherese delle scienze nel 1993. nel 2013 è stata eletta come socia della American Association for Cancer Research Academy.
Nel 1975 il Cancer Research Institute ha istituito il William B. Coley Award per la ricerca distintiva nell'immunologia di base e tumorale. Il premio inaugurale è stato condiviso da 16 scienziati considerati "fondatori dell'immunologia del cancro", tra cui Eva e George Klein. Il loro premio ha rilevato "le scoperte di antigeni tumorali specifici nel topo, l'analisi immunologica più completa di un cancro umano, il linfoma di Burkitt".
Nel 2005, l'anno dell'80º compleanno della Klein, gli scienziati dell'Istituto Karolinska hanno fondato la Fondazione George e Eva Klein, inclusa una importante donazione dal Cancer Research Institute.
Nel 2010 la Klein ha ricevuto la medaglia d'argento Karolinska per la ricerca medica.